# دهستان سدن‌رستاق غربی
سدن‌رستاق غربی، دهستانی است با مرکزیت روستای چهارده از توابع بخش مرکزی شهرستان کردکوی در استان گلستان ایران.

## تاریخچه و علت نامگذاری
در اسناد تاریخی و تا دوره پهلوی اول ایالت استرآباد متشکل از بلوک های زیر بود
در تقسیمات بعدی نیز بلوک سدن رستاق به سه دهستان بنام سدن رستاق غربی، سدن رستاق شرقی و چهار کوه تقسیم گردید.
سدن برگرفته از کلمه سید کلاته بوده و نام روستایی در نزدیکی شهر گرگان می باشد که در قدیم جز بلوک شدن رستاق بوده است.
رستاق به مجموعه چند آبادی گقته میشود که معیشت مردمان آنجا بر دامداری و کشاورزی است. رستاق از کلمات اصیل ایرانی است که وارد زبان عربی شده است. رُزداق در زبان اوستایی و روستاگ در زبان پهلوی است. روستاگ در تقسیمات کشوری دوره ساسانیان به معنای روستا یا دهستان بوده‌است.
کلمه رستاق خاص برای ایران بوده و در کتاب فقه اللغه به تفکیک برای سرزمین ها چنین آمده است: (ثعالبی، 1414:55)
مخلاف برای یمن
سواد برای عراق
رستاق برای ایران
مِربَد برای حجاز
انذَر برای شام
اِردَب برای مصر

## تقسیمات کشوری
براساس تقسیمات کشوری و مصوبه هیأت وزیران در جلسه مورخ ۱۳۶۶.۴.۱۰ بنا به پیشنهاد شماره ۳۳.۱.۵.۵۳ مورخ ۱۳۶۶.۱.۶ وزارت کشور به استناد ماده ۱۳ قانون تعاریف و ضوابط تقسیمات کشوری مصوب کردکوی به چهار دهستان سدن رستاق غربی، سدن رستاق شرقی، چهارکوه و انزان( که بعدها به شهرستان بندر گز الحاق شد) تقسیم گردید.
دهستان سدن رستاق غربی با کد ۲۷۰۴۰۱۰۰۰۳ به همراه دهستان سدن رستاق شرقی و چهارکوه یکی از سه دهستان بخش مرکزی شهرستان کردکوی می باشد.
مرکزیت این دهستان روستای چهارده می باشد.
این دهستان متشکل از ۹ روستای چهارده، النگ، بالاجاده، ایلوار یکدانگه، ایلوار پنجدانگه، قلندرآیش، خرم آباد، کریم آباد و بدیل آباد است.

## جمعیت و سرشماری
براساس سرشماری سال ۱۳۸۵ جمعیت آن ۱۱٬۱۶۵ نفر و در سال ۱۳۹۰ جمعیت آن با کاهش جمعیت به ۱۰۸۶۲ بوده‌ است.